# Banku

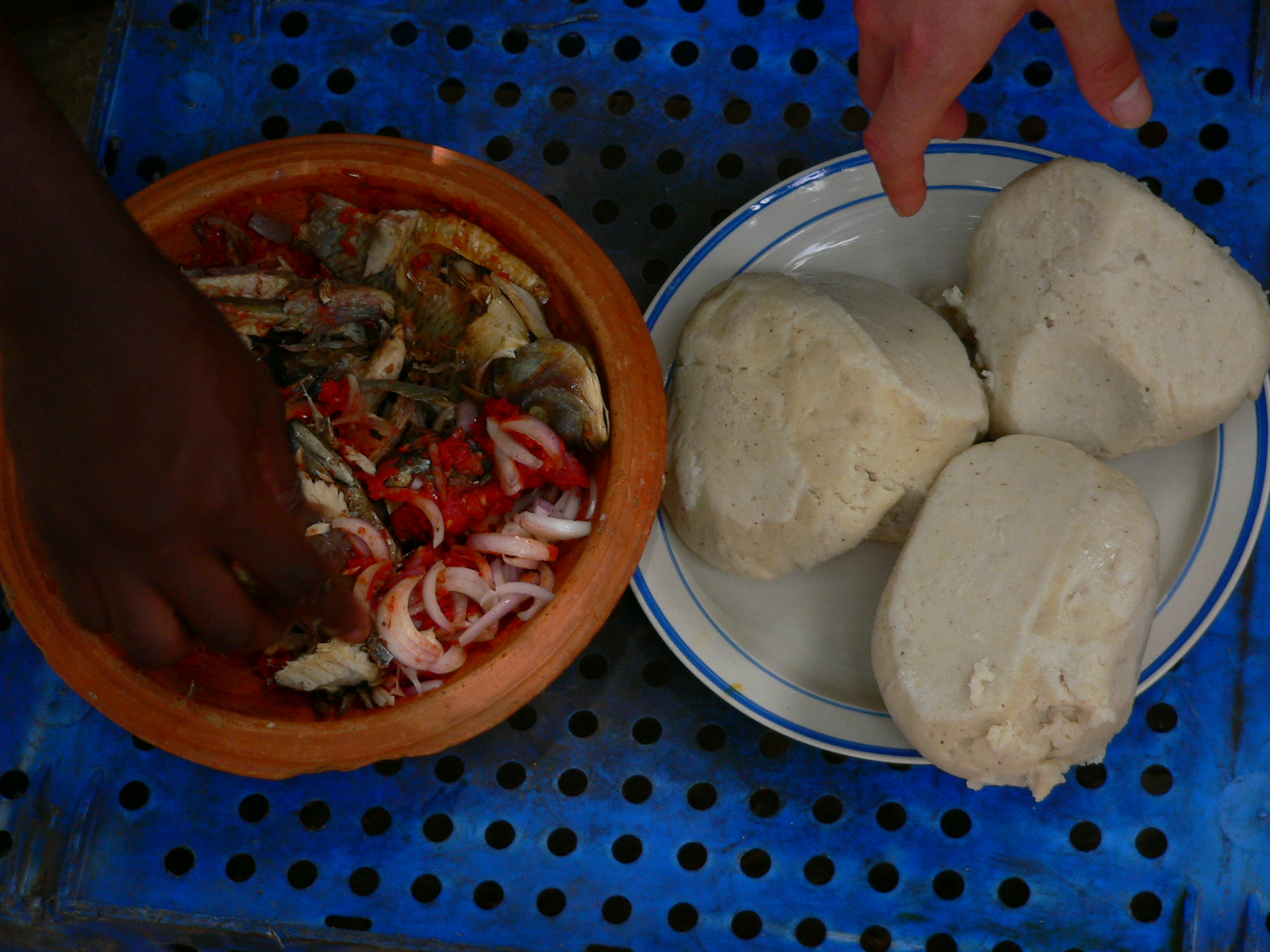
Banku (rechts)

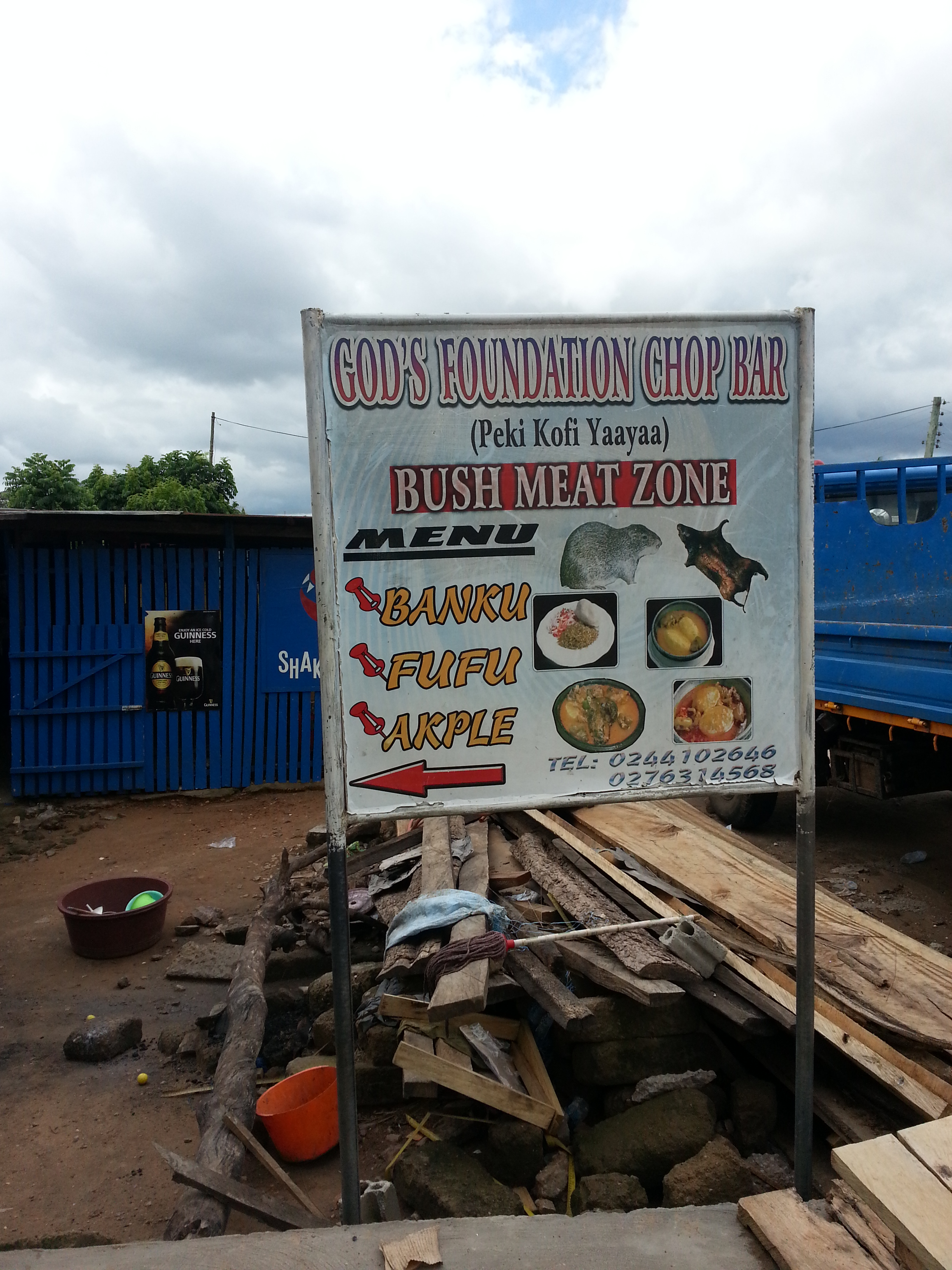
Eine Werbetafel in Ghana bewirbt eine Chop Bar, die Banku anbietet. (2014)

Banku (auch: Obenku, Akple, Akpele) ist ein besonders in Ghana populäres Gericht der westafrikanischen Küche. Es handelt sich um einen Teigkloß, der aus gesäuertem Mehl hergestellt und in der Regel mit einer Sauce, alternativ als Beilage zu soßigen Gerichten und Eintöpfen serviert wird. Er besteht meist aus Maismehl, häufig wird aber auch eine Mischung aus Mais- und Maniokmehl verwendet.
Traditionell wird für die Zubereitung das Mehl mit Wasser zu einem Brei vermischt, der einige Tage stehengelassen wird und dadurch säuert. Dieser Brei wird anschließend gekocht und vor dem Servieren zu Klößen geformt. Für eine schnellere Zubereitung wird die Fermentation des Teiges auf wenige Stunden gekürzt und die Säuerung durch Zugabe von Essig erreicht.
Banku wird gerne mit würzigen Soßen gegessen und kann gut vorbereitet werden.
Eine ebenfalls aus der westafrikanischen Küche stammende Variante des Banku ist Kinkey, der gesäuerte Teig wird jedoch hierbei im Bananenblatt gedämpft.